# 沃尔特·吉尔摩
沃尔特·吉尔摩（英語：Walt Gilmore，1947年2月27日—），美国NBA联盟前职业篮球运动员。他在1970年的NBA选秀中第2轮第25顺位被波特兰开拓者选中。